# St. Barbara (Muldenau)

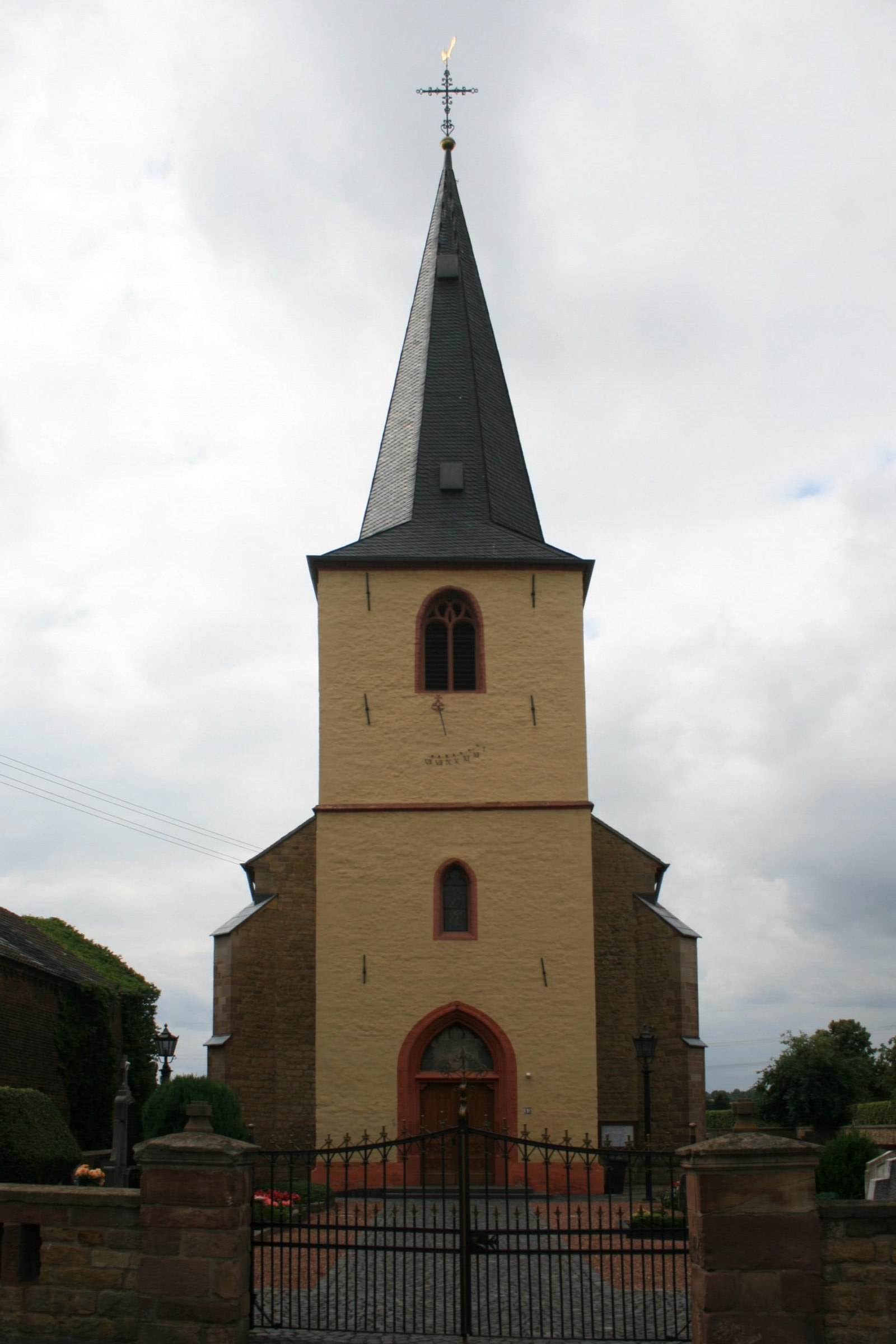
St. Barbara in Muldenau, 2010

St. Barbara ist die römisch-katholische Pfarrkirche des Ortsteils Muldenau der Stadt Nideggen im Kreis Düren (Nordrhein-Westfalen).
Das Gotteshaus ist als Baudenkmal unter Nummer 73 in die Liste der Baudenkmäler in Nideggen eingetragen.

## Geschichte
Der älteste Teil des Muldenauer Gotteshauses ist der dreigeschossige, spätgotische Glockenturm aus dem 15. Jahrhundert. Ob es bereits vor dieser Zeit eine Kirche in Muldenau gab, ist nicht bekannt. Im Jahr 1866 wurde an den Turm das heutige einschiffige, dreijochige neugotische Langhaus mit dreiseitig geschlossenem Chor angebaut. Der Chor ist jedoch, nicht wie sonst üblich, nach Osten ausgerichtet, sondern nach Westen.

## Ausstattung
Im Innenraum hat sich nahezu die komplette neugotische Ausstattung aus der Zeit zwischen 1900 und 1908 erhalten. Davon zu erwähnen sind der Hochaltar und der dazugehörige Nebenaltar, sowie die Kanzel, die Bänke, der Beichtstuhl und der Kreuzweg. Auch erhalten ist die ornamentale Malerei aus gleicher Zeit in den Gewölben und den Fensteröffnungen. Die Fenster sind Werke eines unbekannten Künstlers aus dem Jahr 1935.

## Glocken
| Nr. | Name    | Durchmesser (mm) | Masse (kg, ca.) | Schlagton (HT-1/16) | Gießer                                                              | Gussjahr |
| 1   | Barbara | 902              | 450             | a' +7               | Wolfgang Hausen-Mabilon, Fa. Mabilon & Co., Saarburg                | 1960     |
| 2   | Joseph  | 735              | 250             | c" +8               | Wolfgang Hausen-Mabilon, Fa. Mabilon & Co., Saarburg                | 1960     |
| 3   | -       | 667              | 180             | d" +8               | Theodor Hugo Rudolf Edelbrock, Fa. Petit & Gebr. Edelbrock, Gescher | 1899     |

Motiv: Te Deum